# Laura Karasek

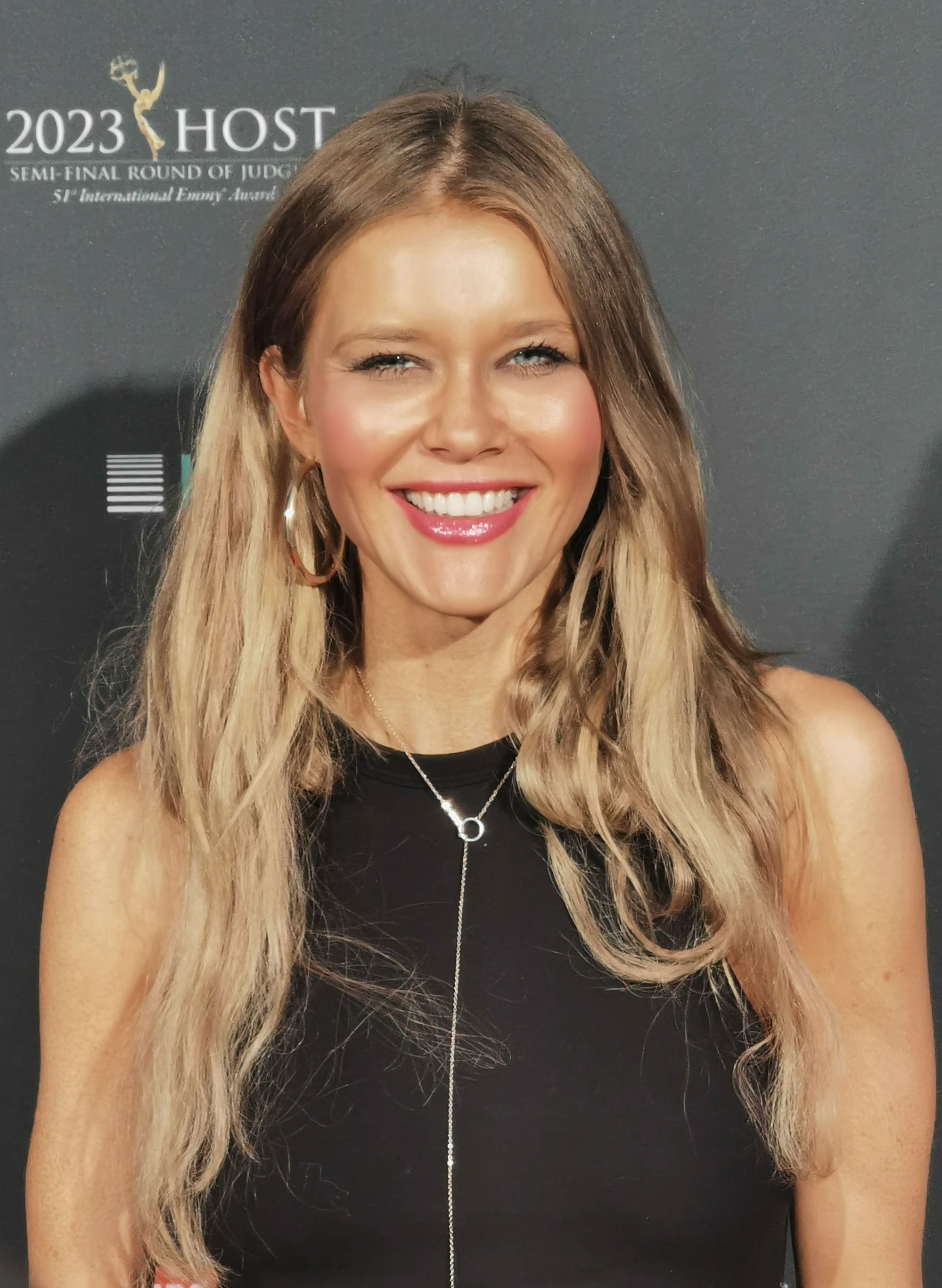
Laura Karasek (2023)

Laura Karasek (* 29. April 1982 in Hamburg) ist eine deutsche Autorin, Fernsehmoderatorin und Juristin.

## Leben und Ausbildung
Karasek ist die Tochter der Literaturkritikerin Armgard Seegers und des Publizisten Hellmuth Karasek; ihr Bruder ist der ProSieben-Reporter Niko Karasek. Ihre Halbbrüder sind der Theaterregisseur Daniel Karasek sowie der Schriftsteller und Journalist Manuel Karasek. 
Karasek studierte Rechtswissenschaften in Berlin, Paris und Frankfurt am Main. Sie lebt in Frankfurt am Main. Seit 2013 ist sie mit dem Startup-Investor Dominic Briggs verheiratet. Im Sommer 2015 bekam das Paar Zwillinge.
Laura Karasek leidet seit ihrem dreizehnten Lebensjahr an Diabetes Typ 1.

## Werdegang
Von 2011 bis Juli 2018 war sie als Rechtsanwältin in der Wirtschaftskanzlei Clifford Chance beschäftigt. Seitdem ist sie als Schriftstellerin und Moderatorin tätig.
Ab dem 4. Juli 2019 hatte sie für zwei Staffeln eine eigene Talkshow Zart am Limit auf ZDFneo, in der es um gesellschaftliche Tabus und moderne Liebe ging. Sie übernahm den Sendeplatz von Jan Böhmermann. Außerdem gab es einen gleichnamigen Podcast, der die Show ergänzte. Die Talkshow erhielt große mediale Aufmerksamkeit, aber gemischte Kritiken.
Ab 9. Juli 2019 moderierte sie als Gastgeberin bei VOX die Personality-Doku 7 Töchter, in der sie mit Kindern berühmter Eltern über deren Leben sprach.
Mit dem Liebesroman Verspielte Jahre debütierte Karasek 2012 als Schriftstellerin. Im Jahr 2019 erschien ihr Sachbuch Ja, die sind echt: Geschichten über Frauen und Männer und im September 2019 mit Drei Wünsche ihr zweiter Roman. Darin geht es um das Leben von drei Frauen um die Dreißig und ihren teils toxischen Beziehungen zu Männern: zum Liebhaber, zum Chef und zum eigenen Vater sowie um unerfüllte Kinderwünsche.
Im September 2020 präsentierte Karasek die ZDFneo-Sendung Die Höhle der Lügen, in der in acht Folgen jeweils zwei Teams gegeneinander antraten. Gemeinsam mit Sophia Thomalla betrieb sie 2021 den Podcast „Künstliche Intelligenz“.
Ab Dezember 2021 verstärkte Karasek einige Male den Kabarettisten Florian Schroeder als Redaktionsleiterin in der Florian Schroeder Satire Show in der ARD. Seit dem 23. April 2023 moderiert sie die NDR-Quizshow und ist damit nach 22 Jahren die erste weibliche Gastgeberin/Moderatorin der Sendung. Sie übernahm die Sendung von Jörg Pilawa.
Sie moderierte außerdem die Spieleshow Game of Norddeutschland. Im Februar 2024 moderierte sie live das Finale von Ich will zum ESC! mit Conchita Wurst und Rea Garvey für den NDR.
2017/18 hatte sie sonntags eine eigene Radiosendung auf Antenne Frankfurt.
Von Januar 2017 bis Februar 2019 hatte Karasek eine Kolumne für stern.de. Weitere Kolumnen schrieb sie für die Welt, die Bild, den Focus, die Gala und den Playboy. Ihre Texte befassen sich vor allem mit dem Leben in der modernen Gesellschaft, dem Feminismus und starren Rollenklischees.
Im Frühjahr 2025 moderierte sie das Jura-Quiz Darf ich das? Das Quiz für Rechthaber in Sat.1.
Im Mai 2025 startete ihr eigenes True Crime Format Dark Minds – das Böse in uns auf MagentaTV.

## Fernsehen
Karasek war unter anderem mehrfach Gast bei Markus Lanz, dem Kölner Treff, der NDR Talkshow und im ZDF-Fernsehgarten. 2013 war sie Gast in einer der letzten Sendungen von TV total mit Stefan Raab. 2015 war sie Protagonistin in der für den Grimme-Preis nominierten NDR-Sendung Die Geschichte eines Abends.
Im September 2019 trat sie in der VOX-Show Grill den Henssler an. Im November 2019 war sie im Rate-Team von Genial daneben – Das Quiz. Außerdem nahm sie an der im Juli 2020 ausgestrahlten XXL-Ausgabe der Sendung Gefragt – Gejagt teil. Sie war Teilnehmerin in der im August 2020 ausgestrahlten ProSieben-Show Wer sieht das denn?! Am 18. September 2020 war sie Gast in der MDR-Sendung Riverboat.
Ferner trat sie Ende 2020 in den bei Sat.1 ausgestrahlten Shows Genial oder Daneben? und Buchstaben Battle sowie abermals bei Grill den Henssler an. An Neujahr 2021 gab sie ihr Schauspieldebüt in Das Traumschiff: Seychellen. Sie nahm zudem an der im Januar 2021 ausgestrahlten ProSieben-Show Pokerface – nicht lachen! teil. Außerdem nahm sie im selben Jahr bei Der Quiz-Champion – Das Promi-Special im ZDF teil. 2022 trat sie mehrfach in der Carolin-Kebekus-Show in der ARD auf. Überdies nahm sie an den ARD-Quizsendungen Wer weiß denn sowas? und Quizduell-Olymp teil.
2022 nahm sie an der von Stefan Raab entwickelten ProSieben-Unterhaltungsshow Schlag den Star teil. Sie gewann die Show gegen Motsi Mabuse. Sie gewann außerdem den Großen Deutschtest bei RTL. Seit 23. April 2023 moderiert sie die NDR Quizshow. Am 8. Februar 2024 moderierte sie das Finale der Castingshow Ich will zum ESC!. Im Februar 2025 nahm sie bei Raabs Pokernacht mit GGPoker.de teil.

## Publikationen
- Verspielte Jahre. 2. Auflage. Bastei Lübbe Quadriga, Köln 2012, ISBN 978-3-86995-038-9.
- Ja, die sind echt: Geschichten über Frauen und Männer. Eichborn, Köln 2019, ISBN 978-3-8479-0657-5.
- Drei Wünsche. 3. Auflage. Eichborn, Köln 2019, ISBN 978-3-8479-0659-9.
- Das Gespräch unseres Lebens. Knaur, 2023, ISBN 978-3426286296.